# Boston Society of Film Critics Awards 2019
La 40ª edizione dei Boston Society of Film Critics Awards si è svolta il 15 dicembre 2019.

## Premi

### Miglior film
- Piccole donne (Little Women), regia di Greta Gerwig
  - 2º classificato: Ritratto della giovane in fiamme (Portrait de la jeune fille en feu), regia di Céline Sciamma

### Miglior attore
- Adam Sandler - Diamanti grezzi (Uncut Gems)
  - 2º classificato: Joaquin Phoenix - Joker

### Migliore attrice
- Saoirse Ronan - Piccole donne (Little Women)
  - 2ª classificata: Mary Kay Place - Diane e Elisabeth Moss - Her Smell (ex aequo)

### Miglior attore non protagonista
- Brad Pitt - C'era una volta a... Hollywood (Once Upon a Time... in Hollywood)
  - 2º classificato: Joe Pesci - The Irishman

### Migliore attrice non protagonista
- Laura Dern - Storia di un matrimonio (Marriage Story)
  - 2ª classificata: Florence Pugh - Piccole donne (Little Women)

### Miglior regista
- Bong Joon-ho - Parasite (Gisaengchung)
  - 2º classificato: Greta Gerwig - Piccole donne (Little Women)

### Migliore sceneggiatura
- Quentin Tarantino - C'era una volta a... Hollywood (Once Upon a Time... in Hollywood)
  - 2º classificato: Noah Baumbach - Storia di un matrimonio (Marriage Story) e Greta Gerwig - Piccole donne (Little Women) (ex aequo)

### Miglior fotografia
- Claire Mathon - Ritratto della giovane in fiamme (Portrait de la jeune fille en feu)
  - 2º classificato: Robert Richardson - C'era una volta a... Hollywood (Once Upon a Time... in Hollywood)

### Miglior montaggio
- Thelma Schoonmaker - The Irishman
  - 2º classificato: Ronald Bronstein e Benny Safdie - Uncut Gems

### Miglior colonna sonora
- Alexandre Desplat - Piccole donne (Little Women)
  - 2º classificato: Emile Mosseri - The Last Black Man in San Francisco

### Miglior documentario
- Honeyland (Medena zemja), regia di Tamara Kotevska e Ljubomir Stefanov
  - 2º classificato: Apollo 11, regia di Todd Douglas Miller e Hail Satan?, regia di Penny Lane (ex aequo)

### Miglior film in lingua straniera
- Parasite (Gisaengchung), regia di Bong Joon-ho ·  Corea del Sud
  - 2º classificato: Ritratto della giovane in fiamme (Portrait de la jeune fille en feu), regia di Céline Sciamma ·  Francia

### Miglior film d'animazione
- Dov'è il mio corpo? (J'ai perdu non corps), regia di Jérémy Clapin
  - 2º classificato: Toy Story 4, regia di Josh Cooley

### Miglior regista esordiente
- Joe Talbot - The Last Black Man in San Francisco
  - 2º classificato: Mati Diop - Atlantique

### Miglior cast
- Piccole donne (Little Women)
  - 2º classificato: C'era una volta a... Hollywood (Once Upon a Time... in Hollywood) e Parasite (Gisaengchung) (ex aequo)